# Didier Migaud
Didier Migaud (Saint-Symphorien, Tours (Indre-et-Loire), 6 de junio de 1952) es un político francés. Fue miembro del Partido Socialista y presidente de la comisión de Finanzas de la Asamblea nacional francesa, antes de ser nombrado primer presidente del Tribunal de Cuentas, el 23 de febrero de 2010, por el presidente de la República Nicolas Sarkozy. Fue ministro de Justicia desde setiembre y diciembre de 2024.

## Biografía
Licenciado por el Instituto de Estudios Políticos de Lyon y poseedor de un DESS en Derecho Público, Didier Migaud ha sido repetidamente elegido diputado por Isère desde 1988.
Reelegido en 2007, se convirtió en uno de los hombres de confianza de Laurent Fabius. 
Miembro destacado de la Comisión de Finanzas de la Asamblea Nacional entre 1997 y junio del 2002 llegó a ser uno los mayores expertos en temas presupuestarios. 
Tras el encargo de Ségolène Royal de realizar un informe sobre fiscalidad junto con Dominique Strauss-Kahn y François Marc, pasó a convertirse en asesor en materia de presupuestos de Ségolène Royal durante la campaña de las elecciones presidenciales de 2007. En el congreso de Reims, en noviembre de 2008, Didier Migaud fue elegido miembro del Secretariado Nacional del Partido Socialista, como asesor de finanzas y fiscalidad, con Martine Aubry como primera secretaria del Partido Socialista. Cuestor de la Asamblea nacional durante la decimosegunda legislatura (2002 - 2007), el 28 de junio de 2007 fue elegido por unanimidad presidente de la comisión de Finanzas de la Asamblea Nacional, conforme a lo prometido por Nicolas Sarkozy a la oposición. Tras ser elegido declaró querer trabajar «en un espíritu constructivo y republicano», aunque «preocupado por el "paquete fiscal" propuesto por el Gobierno» y aprobado con el voto mayoritario de la UMP el 1 de agosto de 2007. Decidido adversario de las exenciones fiscales, su movilización y la de sus colegas socialistas en estas materias debilitó el crédito del gobierno sobre tales cuestiones; del mismo modo, utilizó sus prerrogativas para vigorizar la misión de control de la comisión, en particular en el arbitraje en favor de Bernard Tapie. 
Didier Migaud es el diputado más activo de la Asamblea nacional en la clasificación establecida por Vincent Nouzille en su blog. Presidente del Comité de Finanzas es también vicepresidente del Comité de Haciendas Locales, en cuyo seno defiende las colectividades locales y, en particular, los municipios. 
En febrero de 2010 fue nombrado por Nicolas Sarkozy presidente del Tribunal de Cuentas en sustitución de Philippe Seguin. Desde ese momento abandonó la política y el partido socialista y renunció a sus cargos electivos.
El 21 de setiembre de 2024, fue nombrado ministro de Justicia en el gobierno de Michel Barnier.